# ساول كروغمان
ساول كروغمان (بالإنجليزية: Saul Krugman)‏ هو عالم مناعة أمريكي، ولد في 1911 في ذا برونكس في الولايات المتحدة، وتوفي في 1995.